# Kien (Harz)
Als Kien wird das Harz der Kiefer (Kienbaum) bezeichnet. Es ist besonders klebrig und schwer von Haut und Kleidung zu entfernen. Seine Brennbarkeit (es enthält Terpentin) wird beim Kienspan genutzt. Kiefernholz mit kleinen Harzeinschlüssen wird kienig genannt. Der Kienapfel ist der Zapfen, also der Fruchtstand der Kiefer.